# Buskstjärnblomma
Buskstjärnblomma (Stellaria holostea) är en växtart i familjen nejlikväxter. (Grässtjärnblomma hör till samma släkte). Växten förekommer bl.a. på Öland och är karaktärsväxt för en typ av ekskog på Omberg.